# Rick Krivda
Rick Michael Krivda, född den 19 januari 1970 i McKeesport i Pennsylvania, är en amerikansk före detta professionell basebollspelare som spelade fyra säsonger i Major League Baseball (MLB) 1995–1998. Krivda var vänsterhänt pitcher.
Krivda spelade för Baltimore Orioles (1995–1997), Cleveland Indians (1998) och Cincinnati Reds (1998). Totalt spelade han 72 matcher och var 11–16 (elva vinster och 16 förluster) med en earned run average (ERA) på 5,57 och 165 strikeouts.
I Minor League Baseball spelade Krivda 204 matcher mellan åren 1991 och 2001. Där var han 87–53 med en ERA på 3,46 och 971 strikeouts. Han avslutade proffskarriären under 2003 års säsong, då han spelade i två olika av MLB oberoende ligor, Atlantic League och Central Baseball League.
Krivda tog guld för USA vid olympiska sommarspelen 2000 i Sydney.